# Sheffield (Australia)
Sheffield è una città della Tasmania, in Australia; essa si trova 270 chilometri a nord di Hobart ed è la sede della Municipalità di Kentish. Al censimento del 2006 contava 1.397 abitanti.